# Grande école de la défense nationale finlandaise
Maanpuolustuskorkeakoulu (sigle : MPKK) (en français : Grande école de la défense nationale finlandaise) est un établissement d'enseignement supérieur situé à Helsinki où les forces de défense et les gardes frontières reçoivent leur formation militaire. Les lieux de formation sont Santahamina, Kruununhaka, Sörnäinen et Tuusula.

## Filières et diplômes
Il est possible de préparer aux diplômes suivants à l'Université de la Défense nationale:
- Baccalauréat ès science militaire
- Master ès science militaire
- Diplôme d'officier supérieur d'état-major
- Diplôme d'officier général
- Docteur ès science militaire

## Établissements spécialisées
Les établissements spécialisés suivants assurent les formations spécifiques: 
- École militaire, Lappeenranta
- École navale, Helsinki
- École de l'air, Tikkakoski, Jyväskylä
- École des garde-frontières et garde-côtes, Espoo et Imatra

## Recteurs de la grande école de la défense

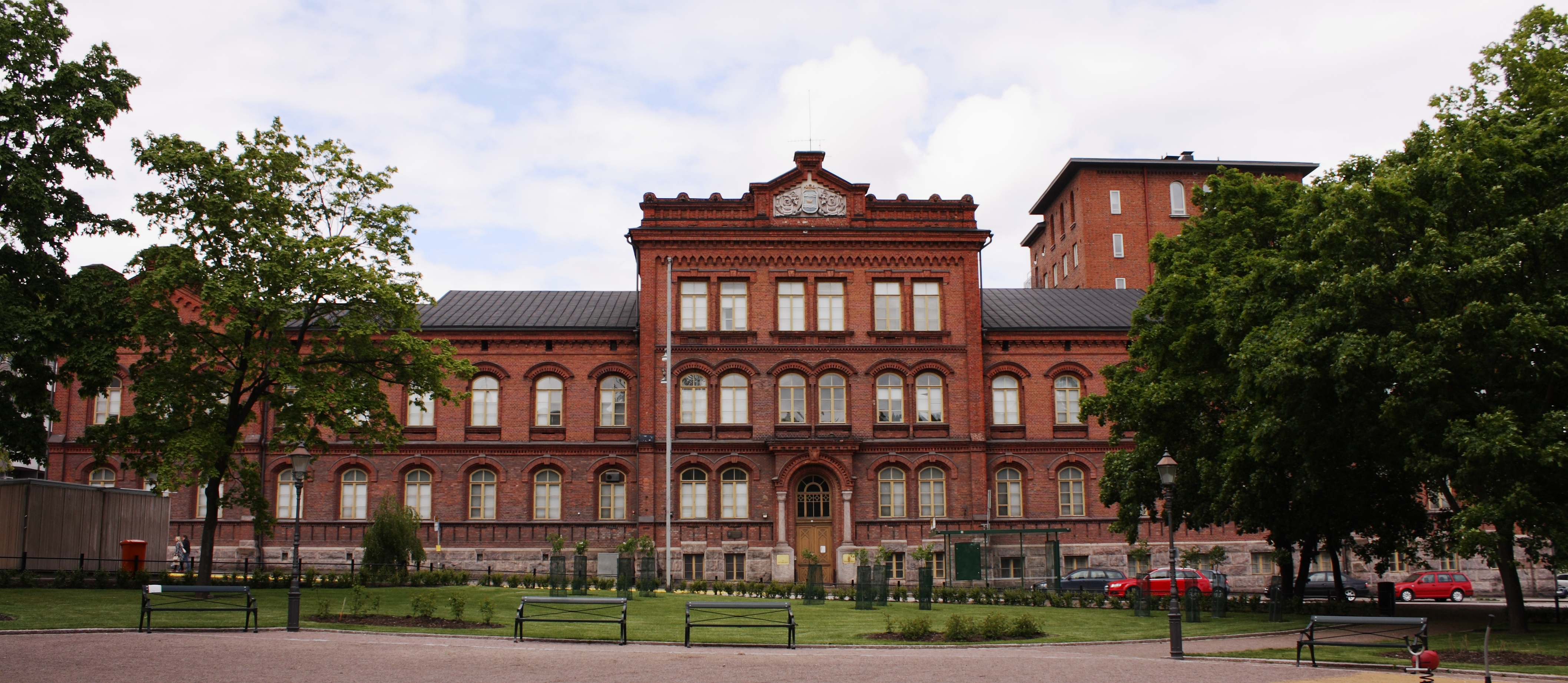
L'ancienne école supérieure de guerre, Liisankatu 1, Kruununhaka, Helsinki.

| Rang             | Nom                                 | Periode   |
| ---------------- | ----------------------------------- | --------- |
| Kenraalimajuri   | Antero Karvinen (fi) (né en 1934)   | 1993-1994 |
| Kontra-amiraali  | Esko Illi (fi) (né en 1945)         | 1994-1996 |
| Kenraalimajuri   | Seppo Tanskanen (fi) (né en 1941)   | 1997-2001 |
| Kenraalimajuri   | Aarno Vehviläinen (fi) (né en 1944) | 2001-2004 |
| Kenraalimajuri   | Pertti Salminen (fi) (né en 1954)   | 2004-2009 |
| Kenraalimajuri   | Vesa Tynkkynen (fi) (né en 1954)    | 2009-2013 |
| Kontra-amiraali  | Veijo Taipalus (fi) (né en 1958)    | 2013-2015 |
| Kenraalimajuri   | Ilkka Korkiamäki (fi) (né en 1960)  | 2016-2018 |
| Kenraalimajuri   | Jari Kallio (fi) (né en 1961)       | 2018-2021 |
| Prikaatikenraali | Mika Kalliomaa (fi) (né en 1966)    | 2021-     |